# Apoclea parvula
Apoclea parvula là một loài ruồi trong họ Asilidae. Apoclea parvula được Theodor miêu tả năm 1980. Loài này phân bố ở vùng Cổ Bắc giới và châu Á.